# Клірфілд Тауншип (округ Батлер, Пенсільванія)
Клірфілд Тауншип (англ. Clearfield Township) — селище (англ. township) в США, в окрузі Батлер штату Пенсільванія. Населення — 2427 осіб (2020).

## Демографія
Згідно з переписом 2010 року, у селищі мешкало 2645 осіб у 1028 домогосподарствах у складі 732 родин. Було 1082 помешкання
Расовий склад населення:
| - 99,1 % — білих - 0,3 % — чорних або афроамериканців - 0,2 % — корінних американців - 0,1 % — азіатів |

До двох чи більше рас належало 0,4 %. Частка іспаномовних становила 0,3 % від усіх жителів.
За віковим діапазоном населення розподілялося таким чином: 21,4 % — особи молодші 18 років, 64,0 % — особи у віці 18—64 років, 14,6 % — особи у віці 65 років та старші. Медіана віку мешканця становила 43,5 року. На 100 осіб жіночої статі у селищі припадало 104,4 чоловіків;  на 100 жінок у віці від 18 років та старших — 107,4 чоловіків також старших 18 років.
Середній дохід на одне домашнє господарство  становив 59 439 доларів США (медіана — 48 864), а середній дохід на одну сім'ю — 66 590 доларів (медіана — 53 589). Медіана доходів становила 43 438 доларів для чоловіків та 31 806 доларів для жінок. За межею бідності перебувало 10,5 % осіб, у тому числі 17,3 % дітей у віці до 18 років та 10,8 % осіб у віці 65 років та старших.
Цивільне працевлаштоване населення становило 1250 осіб. Основні галузі зайнятості: освіта, охорона здоров'я та соціальна допомога — 22,6 %, виробництво — 19,8 %, роздрібна торгівля — 12,4 %, мистецтво, розваги та відпочинок — 11,0 %.